# Antoni Paczesny
Antoni Paczesny (ur. 25 maja 1886 w Wilamowie, woj. poznańskie, zm. między 7 a 9 kwietnia 1940 w Katyniu) – podpułkownik lekarz Wojska Polskiego, kawaler Krzyża Kawalerskiego Orderu Odrodzenia Polski, ofiara zbrodni katyńskiej.

## Życiorys
Był synem Ignacego i Barbary z Cybólskich. Od 1897 uczęszczał do gimnazjum w Kaliszu. Wziął udział w strajku szkolnym w 1905 i został relegowany ze szkoły. Naukę kontynuował w Warszawie w założonym przez Wojciecha Górskiego Gimnazjum Prywatnym Męskim pod wezwaniem św. Wojciecha, maturę uzyskał w 1907. Po ukończeniu gimnazjum wstąpił na Wydział Lekarski Uniwersytetu Jagiellońskiego. Dyplom doktora wszech nauk lekarskich uzyskał w 7 lipca 1919. Od 1912 członek Związku Strzeleckiego. Po wybuchu wojny wstąpił do Legionów. 28 czerwca 1914 znalazł się wśród organizatorów punktu medycznego Strzelca, zorganizowanego przez dr. S. Roupperta, a zlokalizowanego w Bibliotece Medyków przy ul.Kopernika 36 w Krakowie. 8 czerwca 1914 wyruszył na front w składzie pododdziału medycznego w ramach grupy dowodzonej przez Mieczysława Ryś-Trojanowskiego „Ryszarda”. Został dowódcą patrolu sanitarnego 2 kompanii V batalionu Legionów Polskich. Brał udział w kampanii kieleckiej, bitwie pod Laskami i przemarszu z Uliny Małej do Krakowa. Od 15 listopada 1914 roku był lekarzem I batalionu 1 pułku piechoty, a po utworzeniu I Brygady, od 20 grudnia lekarzem I batalionu 5 pułku piechoty. Brał udział w bitwie pod Marcinkowicami. 28 października 1915 awansował na chorążego sanitarnego. Następnie chory, leczył się w Marodenhaus w Krynicy i innych szpitalach – od 12 sierpnia do października 1916. 7 grudnia 1916 przeszedł do kliniki chorób wewnętrznych Uniwersytetu Jagiellońskiego. Pozostawał tam do 1 kwietnia 1917. 24 marca 1917 uzyskał nominację na podporucznika. Po awansie został przydzielony rozkazem Komendy Legionów Polskich do Szpitala Rezerwowego LP w Dęblinie. W kwietniu 1917 był przedstawiony do odznaczenia austriackim Krzyżem Wojskowym Karola. Z pułkiem „Zuchowatych” dowodzonego przez płk. Berbeckiego odbył całą kampanię wojenną. Tak charakteryzuje Paczesnego Juliusz Kaden-Bandrowski: „nie należy do ludzi, którzyby posiadali jakąś wybitną cechę charakterystyczną. Pracuje równo, spokojnie, starannie i cicho”. W następstwie kryzysu przysięgowego został zwolniony z Legionów bez prawa noszenia munduru i internowany w Beniaminowie. Zwolniony z obozu 25 marca 1918, podjął pracę na oddziale wewnętrznym szpitala Czerwonego Krzyża w Warszawie. 11 lutego 1919 został przyjęty do Wojska Polskiego jako student medycyny i zatwierdzony w stopniu podporucznika podlekarza. 1 kwietnia 1920 został zatwierdzony w stopniu kapitana lekarza z grupy byłych Legionów Polskich, był w tym czasie ordynatorem szpitala polowego nr 401. W czasie I powstania śląskiego ordynator oddziału zakaźnego Wojskowego Szpitala Zapasowego w Dziedzicach. W trakcie wojny polsko-bolszewickiej był ordynatorem szpitala polowego nr 401 9 Dywizji Piechoty. Następnie został lekarzem oddziału wewnętrznego 1 Szpitala Okręgowego w Warszawie. Ukończył Szkołę Aplikacyjną dla Oficerów Sanitarnych (1921). Po ukończeniu szkoły został lekarzem naczelnym 31 pułku Strzelców Kaniowskich. 11 czerwca 1922 został wybrany w skład Zarządu Towarzystwa Przeciwgruźliczego w Kaliszu. W 1922 był w stopniu kapitana lekarza ze starszeństwem z dniem 1 czerwca 1919 i 170 lokatą a jego oddziałem macierzystym była kompania zapasowa sanitarna nr 5. Należał do Towarzystwa Wiedzy Wojskowej. 16 czerwca 1922 w trakcie posiedzenia Sekcji Sanitarnej TWW wygłosił wykład „W sprawie leczenia ostrych postaci gośćca wielostawowego”. W 1293 jako oficer nadetatowy VIII batalionu sanitarnego w stopniu majora lekarza ze starszeństwem z dniem 1 czerwca 1919 i 151 lokatą był ordynatorem oddziału wewnętrznego Wojskowego Szpitala Rejonowego Kalisz w Szczypiornie. Po jego likwidacji (1924) został odkomenderowany do 29 pułku Strzelców Kaniowskich w Kaliszu, objął funkcję lekarza naczelnego. Łączył tę funkcję z pracą naczelnego lekarza garnizonu i komendanta garnizonowej izby chorych. W 1925 jako oficer 79 pułku piechoty otrzymał zezwolenie od władz wojskowych na zawarcie związku małżeńskiego z Jadwigą Laskowską. W 1928 uczestniczył w IV Międzynarodowym Kongresie Medycyny i Farmacji Wojskowej w Warszawie. Zasiadał w Kaliskim Komitecie Obchodu 25 lecia Walki o Szkołę Polską (1930). Należał do Koła Piątaków. 1 stycznia 1936 awansował do stopnia podpułkownika lekarza. Zasiadał w Powiatowym Obywatelskim Komitecie Zimowej Pomocy Bezrobotnym i Najbiedniejszym w Kaliszu, był członkiem Wydziału Wykonawczego i Sekcji Pomocy Dzieciom i Młodzieży. Należał do Związku Legionistów Polskich, w 1938 był prezesem Zarządu Oddziału w Kaliszu. 31 marca 1939 został wybrany do Zarządu Kaliskiego Towarzystwa Lekarskiego. W marcu 1939 był starszym lekarzem 29 pułku piechoty. W sierpniu 1939 organizował szpital polowy w Łodzi.

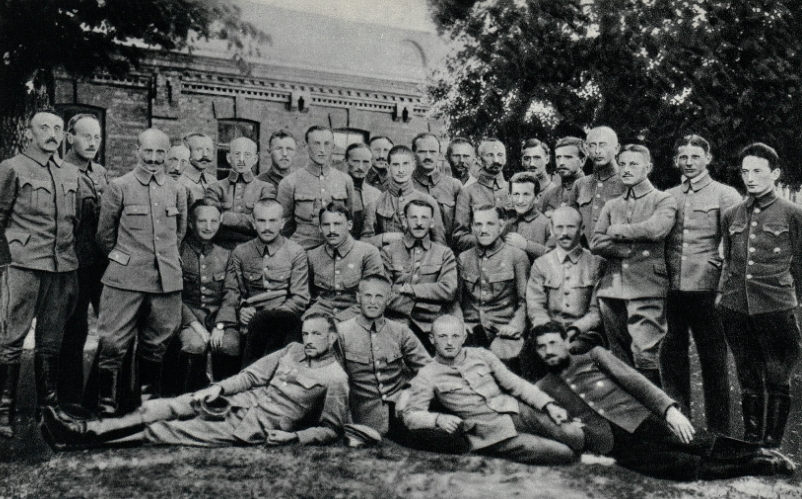
Grupa oficerów 1 pułku piechoty internowana w Benjaminowie

W 1939 był komendantem 401 szpitala wojennego. 6 września dowodzony przez Paczesnego szpital został ewakuowany na wschód. Po agresji ZSRR z 17 września 1939 dostał się do niewoli radzieckiej. Według stanu z 28 października 1939 był jeńcem kozielszczańskiego obozu przejściowego. Jest wymieniony na liście generałów i starszych oficerów w korespondencji naczelnika kozielszczańskiego obozu z Zarządem NKWD ZSRR do spraw Jeńców Wojennych (UPW), jako komendant szpitala garnizonowego. 4 listopada 1939 został przeniesiony do obozu jenieckiego w Kozielsku. Ostatnia wiadomość od Paczesnego dotarła do rodziny w grudniu 1939. Między 7 a 9 kwietnia 1940 przekazany do dyspozycji naczelnika smoleńskiego obwodu NKWD – lista wywózkowa 015/2 poz 83, nr akt 1189 z 5.04.1940. Został zamordowany między 9 a 11 kwietnia 1940 przez NKWD w lesie katyńskim i tam pogrzebany. 28 lipca 2000 nastąpiło oficjalne otwarcie w tym miejscu Polskiego Cmentarza Wojennego w Katyniu. Zidentyfikowano go podczas ekshumacji prowadzonej przez Niemców w 1943 – wpis w księdze czynności pod datą 28 maja 1943. Figuruje na liście AM-257-3484 (nazwisko zapisano jako Paszesny) i Komisji Technicznej PCK GARF-127-03484. Przy jego szczątkach znaleziono w mundurze legitymację oficerską MSWojsk., wizytówki oraz dwie karty pocztowe. Znajduje się na liście ofiar opublikowanej w Gońcu Krakowskim nr 177 i Nowym Kurierze Warszawskim nr 170.

Krewni do 1989 poszukiwali informacji przez Biuro Informacji i Badań Polskiego Czerwonego Krzyża w Warszawie.
5 października 2007 minister obrony narodowej Aleksander Szczygło – decyzją nr 439/MON – mianował go pośmiertnie na stopień pułkownika. Awans został ogłoszony 9 listopada 2007 w Warszawie, w trakcie uroczystości „Katyń Pamiętamy – Uczcijmy Pamięć Bohaterów”.

## Życie prywatne
Żonaty z Jadwigą z Laskowskich, miał córkę Janinę i syna Tadeusza.  
Jako lekarz chorób wewnętrznych prowadził prywatną praktykę lekarską w Kaliszu na Starym Rynku 35. 

## Upamiętnienie
- 11 listopada 1976 „w hołdzie ofierze życia Żołnierzy Polskich, zamordowanych w 1940 roku w Związku Sowieckich Republik” Prezydent RP na Uchodźstwie Stanisław Ostrowski podpisał Zarządzenie, które umożliwiło udekorowanie Pomnika Katyńskiego w Londynie[38] Srebrnym Krzyżem Orderu Wojennego Virtuti Militari.
- Krzyż Kampanii Wrześniowej – zbiorowe, pośmiertne odznaczenie pamiątkowe wszystkich ofiar zbrodni katyńskiej (1 stycznia 1986).

## Ordery i Odznaczenia
- Krzyż Kawalerski Orderu Odrodzenia Polski (1938)[4]
- Krzyż Niepodległości – „za pracę w dziele odzyskania niepodległości”[39]
- Krzyż Walecznych[40]
- Złoty Krzyż Zasługi – „za zasługi w służbie wojskowej” (1938)[4][41]
- Medal Pamiątkowy za Wojnę 1918–1921[42]
- Medal Dziesięciolecia Odzyskanej Niepodległości[43]